# أنابيل بلانشارد
أنابيل بلانشارد (بالإنجليزية: Annabel Blanchard)‏ هي لاعبة كرة قدم بريطانية، ولدت في 2001 في إنجلترا في المملكة المتحدة. لعبت مع نادي ليفربول لكرة القدم للسيدات.

## روابط خارجية
- أنابيل بلانشارد على موقع قاعدة بيانات كرة القدم.إي يو (الإنجليزية)
- أنابيل بلانشارد على موقع Soccerway.com (الإنجليزية)